# Kriegswaffe
Unter Kriegswaffen werden in Deutschland Waffen, die zur Kriegsführung vorgesehen sind, nach einer deutschen Gesetznorm verstanden. In anderen Ländern wird unter dem Begriff Kriegsmaterial alles Material, Waffen einschliessend, das der Kriegsführung dient, verstanden.

## Deutschland
In Deutschland gelten im Sinne des Gesetzes über die Kontrolle von Kriegswaffen diverse Gegenstände als Kriegswaffen. Eine Kriegswaffe ist unbrauchbar gemacht, wenn sie durch technische Veränderungen endgültig die Fähigkeit zum bestimmungsgemäßen Einsatz verloren hat und nicht mit allgemein gebräuchlichen Werkzeugen wieder funktionsfähig gemacht werden kann.

## Schweiz
Die Schweizer Gesetzgebung unterscheidet nicht explizit zwischen Waffen und anderem Kriegsmaterial.
In der Kriegsmaterialverordnung wird definiert, was als Kriegsmaterial gilt auf Basis von Art. 5 Abs. 3 KMG. Die Liste ist in 22 Hauptgruppen eingeteilt, darunter Waffen wie beispielsweise «Hand- und Faustfeuerwaffen jeglichen Kalibers» oder «Bomben, Torpedos, Raketen, Flugkörper», aber auch anderes Kriegsmaterial wie «Kriegsschiffe» oder Technologien wie «Kryogenische (Tieftemperatur-) und supraleitende Ausrüstung» oder «Software». Zu jeder Gruppe wird detailliert beschrieben, was darunter zählt. 